# أنجل (بافي قاتلة مصاصي الدماء)
أنجل (بالإنجليزية: Angel)‏ شخصية بالمسلسل الأمريكي بافي قاتلة مصاصي الدماء.

## البداية
كانت البداية في عام 1727.. عندما ولد أنجل وكان في البداية قبل تحوله لمصاص دماء باسم ليام..
وكان من عائلة متوسطة الحال ماديا في جالواى في أيرلندا..
كان والده مستقيم جدا.. على عكس حال ليام، لم يكن يهتم بالدين وهذا سبب خلاف كبير مع والده.
توفى أنجل عام 1753 عن عمر ينازه 26 سنة.
وبسبب كراهية ليام لوالده.. رحل عن منزله، وأتجه إلى الشرب، هوايته المفضلة، إلا أن تقابل بمصاصة دماء.. وقع في جاذبيتها، وكانت تدعى دارلا.
حينما قابلته لأول مرة كان في طريقة لسرقة قطعة فضية من والده ليستطيع قضاء الليلة مع أمرأة.
وجد ليام نفسه في وجه دارلا التي وجهت له العضة، ومع عضة دارلا.. وجعله بان يشرب دماء.. تحول ليام إلى مصاص دماء، وكان غرضها ان يكون ليام رفيقها إلى الأبد.
وطلبت منه ان يرفقها إلى الماستر (الرئيس) وهو قائد مصاصى الدماء نظرا لقوته الشديدة كما أنه عاش أضعاف مايعيش مصاص الدماء العادى.
و الماستر هو الذي قام بجعل دارلا مصاصة دماء عندما كانت على فراش الموت بسبب مرض السيفليس، وبذلك أصبحت دارلا مصاصة دماء في عام 1608.
رقد جسد أنجل بسلام في قبره، دون أن يتوقع أحد بانه مصاص دماء سيعاود الاستيقاظ.
وبعد منتصف الليل أفاق أنجل، وعندما نهض وجد دارلا تنتظره بجوار شاهد قبره.
وعرضت عليه ان يشرب دماء سريعا، لكنه لم يضيع وقتا، بل اتجه إلى منزل عائلته فورا.

## بداية طريق الشر- بعد التحول
عندما وصل أنجل إلى منزله. قامت بفتح الباب شقيقته الصغرى كاثى، ولم يكن ليام يستطيع الدخول إلى إذا دعاه أحد.. النظام المعتمل به لدى مصاصى الدماء ولأن كاثى الطفلة الصغيرة توقعت انه ملاك (أنجل)، فقامت بدعوته للدخول، وكانت هي ضحيته الأولى، وأتجه إلى والديه من بعدها.. ولم ياخذ وقتا طويلا، وبدا عليه كل الكراهية وهو يواجه والده، الذي رفع بوجهه الصليب الذي تفاداه ليام.
وشعر بالسعادة بعدها.. ولكن، ظلت صورة والده عالقة بذهنه طوال حياته.
وفي السنوات التالية.. دعى ليام باسم أنجليوس، نظرا لوجهه الملائكى.
كان يقتل ويذبح ويحول كل شخص يقابله بالطريق، وتحديدا كل من كانوا يعرفونه، وكل ذلك رفقة حبيبته دارلا.
وقطع مسافات طويلة برفقة دارلا من جنوب والاس إلى شمال أيرلندا، وفي عام 1760 قررت دارلا ان تصطحب أنجل إلى السيد أو الماستر.
فور نزول انجليوس إلى باطن الأرض، أسفل مدينة لندن برفقة دارلا لمقابلة السيد. أخذ أنطباعا سيئا أنجليوس عن المكان وعن شكل السيد.
وحدث خلاف عنيف وقتال بين السيد وأنجليوس، وعرض انجليوس على دارلا بخيارين:.
- أما ان تعيش معه على سطح الأرض في الهواء الطلق.
- ان تبقى هنا في الأنفاق وفتحات المجارير مع السيد.

وقد كان محظوظا كفاية بان يتركه السيد يعيش ويخرج من الأنفاق حيا.

## ما بين العامين 1800 - 1900
أستطاع أنجليوس الهرب من جيش هولتز، وتقابل ثانية مع دارلا، وفي عام 1860 عاد إلى إنجلترا برفقة دارلا،
التي عرضت عليه دروسيلا كهدية له، وأخبرته بأنها لديها قدرة خاصة على التنبؤ والإحساس بمستقبلها.
ولكن أنجليوس قرر بأن تكون لعبته الخاصة وان يحولها إلى مصاصة دماء مثلهما ليستغل حاستها وقدرتها.
وبقدرة دروسيلا استطاعت معرفة مصير روحها التي ستقع في المصير الغامض على يد الأشرار، أدركت دروسيلا ذلك. وأدركت عدم إمكانية الهرب لأنها تعلم ان مستقبلها واقع. وإن قدرتها واقعية، وأعطتها صورة حقيقية.
أخبر أنجليوس دارلا بخطته مع دروسيلا، وأيدت دارلا الفكرة، حتى ذات يوم اجتمعت العائلة بالكنيسة، وكان معلوم بعد حب أحد مصاصى الدماء دخول الكنائس، لهذا كان البشر يعتبرون الكنيسة مكان آمن ولكنه ليس بالنسبة لانجليوس ودارلا.
يعشقان اقتحام الأماكن الصعبة، وتخطى المستحيلات، وتجاوز الحدود.
قتلا بعضا ممن كانوا فيه في غرف الاعتراف وكانا ينويان اكمال خطتهما.. ولكنهما غيرا خطتهما.. وقررا الأنتظار امام منزل العائلة.
حتى عادت العائلة إلى منزلهم، قاما بخدعة صاحب المنزل بأنهما يبحثان عن مأوى لهما هذة الليلة. ولم يكد باب المنزل يغلق حتى وثبا أنجليوس ودارلا بقتل كل العائلة، أمام دروسيلا.
وهربت دروسيلا، حيث هرعت إلى الكنيسة تستنجد بمن فيها، ولكنها كانت خالية تماما، وأستطاع أنجليوس اللحاق بها، وأمسك بها وقيدتها دارلا. وقبل أن يتما مهمتهما معها، مارسا الحب أمام عينيها.
وفي نهاية الليلة أصبحت دروسيلا مصاصة دماء مثلهما.ورحل الثلاثة معا، وسافروا لأماكن كثيرة، وفي عام 1880 وجدوا أنفسهم يعودون إلى إنجلترا ثانيةَ.

## ظهور سبايك
وظل الثلاثة يطوفان شوارع لندن، وكانت دروسيلا متعطشة لرفيق معها، لشخص يكون معها، مثل أنجليوس ودارلا، وعرضت عليهما دروسيلا ان تشارك أحد معها، فقالت لها دارلا يمكنك اختيار من يعجبك. فقالت دروسيلا ومن يمكن ان يعجبنى؟؟. ولم تكد جملة دروسيلا تنتهى حتى اصطدم بها شخص مستاء يدعى ويليام، ظلت تتطلع إليه دروسيلا حتى اخفى في شارع ضيق، فذهبت خلفه، وأتبعت معه أفضل الطرق لتحويله، وهي القيام بإغرائه حتى اقتربت من عنقه وقمات بعضه.
في هذة الليلة تحول «ويليام» إلى مصاص دماء يعرف الآن باسم سبايك.
بعد أن أصبح الأربعة في أحسن احولهم بقيادة أنجليوس التي كانت أوروبا في هذا الوقت تهلع من مجرد ذكر اسمه، دارلا، دروسيلا، وسبايك، وكانا يشتركان معا في جرائمهم.
ورحلا معا إلى يوركشير حيث قاموا بمذبحة رهيبة بقيادة أنجليوس، كانوا يستمتعون بقوة في شم رائحة الخوف والهلع، ورؤية الدماء السائلة. ولكن كان مصدر الإزعاج في هذة الفرقة دائما، هو سبايك، مثير المشاكل، ومحب للتباهى.
وفي عام 1898 وصل الأربعة: أنجليوس، دارلا، دروسيلا، سبايك إلى رومانيا، حيث جلبت دارلا لانجليوس فتاة غجرية بمناسبة عيد ميلاده. وكانت هذة الفتاة هي الابنة المفضلة لشخص عريق في رومانيا يفهم في السحر وتلي التعويذات يدعى «كالديراش كلين».

## نقطة التحول في حياة أنجليوس
وبالطبع هذا الشخص أراد ان يصب جم غضبه على أنجليوس الذي استعان بمجموعة لخطف أنجليوس.ثم أعاد له روحه لكى يشعر بالذنب من كل الجرائم التي أقترفها بحياته، وان يصبح نادما طوال عمره، خاصة مع بقائه مصاص دماء بنفس الوقت، فسيعيش بالعذاب الدائم، وهو عدم أستطاعته قتل أحد بسبب روحه وفي نفس الوقت يشعر بالعطش وحاجته إلى الدماء.
دارلا، دروسيلا وسبايك قاموا بالهجوم على عربة عائلة الفتاة الغجرية وأسروهم مقابل أن يعيدوا أنجليوس إلى ما كان عليه، ولكن الخطر كان قد وقع، حيث توقع سبايك ان تهديد دارلا حقيقى وقام بتنفيذه، وقام بشرب دماء العائلة الغجرية، حيث كان في نفس الوقت دارلا بخارج العربة تهدده بأن تقتل عائلته في حالة لم يعيد أنجليوس الا ما كان عليه.
خرج سبايك من العربة وأثار الدماء على وجهه، ففهم كاديراش كلين أنه تم قتل عائلته بالفعل، وفهمت دارلا بنفس الوقت تفكيره، فقامت بقتله، في كلا الأحوال كانت ستقتله، ولكن كانت عائلته هي الضمانة الوحيدة إلى قد تساعدها إلى إعادة أنجل إلى أنجليوس.
أما أنجليوس فقد هرب، وأخذ يجرى بقوة يحاول أن يمحى كل جرائمه عن عقله، ولكن الماضى كان يطارده بقوة، وبقسوة، والشعور بالذنب كان يقتله، كان مثل السفينة في البحر، حيث هو مصاص دماء بروح الآن، ولا يوجد مصاص دماء بروح.
مصاص الدماء اما ان يقتل، وأصحاب الروح هم البشر الذين لايقتلون، والآن، ماوظيفة أنجليوس وهو ضائع؟

## ما بين العامين 1900 - 2000
على الرغم من عطش أنجليوس الشديد، إلا أن جرائته وقسوته ومهابته أختفوا، على عكس حبه لدارلا، أصبح أنجليوس يختبئ حتى من نفسه، على أمل الاختباء من ماضيه العقيم، الأسود، يكاد ينتحر منه.
في هذا العام تتبع أنجليوس دارلا إلى الصين، حيث كانت تتغذى على سكان المدينة برفقة دروسيلا وسبايك، ولأن دارلا كانت تريده شريرا فقط، وكمحاولة من أنجليوس لإستعادة رضاها وحبها، أخفى عنها حقيقة انه لن يستطيع قتل أي برئ بعد الآن، وأخفى كراهيته للدماء لكى يستعيد حبها له.
في هذة الليلة كان سبايك قد قتل «قاتلة مصاصة الدماء الصينية» وفي نفس الوقت كان أنجل في شارع ضيق.. راي أمامه عائلة مختبئة، هاربة، خائفة، فتركهم أنجل وخرج من الشارع ووجد أمامه دارلا تقول له: هممممممم مارأيك ؟ قال لها جيد. هل انتهينا من هنا؟ وظهرت أمامه دروسيلا برفقة سبايك الذي كان يتباهى بقتله لقاتلة مصاصة الدماء.
أخذت دروسيلا تتمايل وهي تقول أشتم رائحة خوف من هنا، فامسك بها أنجليوس وقال لها لا أحد هنا، لنذهب من هنا نبحث عن ضحايا آخرين في أماكن أخرى. بينما سبايك كان مشغولا بالتفاخر بطعم دماء قاتلة مصاصة الدماء، وأنجليوس ينظر له بغضب، أنجليوس صاحب الروح، أصبح يكره القتل والدماء، والتباهى بهم.
ولم يمر وقت طويل حتى لاحظت دارلا تصرفات أنجليوس، فانه لايقتل كل شخص، وليس بنفس المتعة السابقة، ولكنه يقتل فقط حثالة البشر من القتلة والسارقون والمخربون.
أستطاعت ان ترى انه لايقتل الا عند الضوروة وحاجته فقط للدماء والشرب.ولان دارلا كانت تعرف قسوة أنجليوس، فقررت ان تجلب له طفل تختبره به، عادت دارلا إلى نفس الشارع الضيق الذي كان فيه أنجليوس من قبل عندما راى العائلة.ورأت دارلا العائلة وقتلتهم ماعدا الطفل، وعادت به إلى أنجل وهي تنوى تطبيق ماتريده لتتأكد من أن شخصيته الأولى وأحساسه بالذنب ليسا موجودين، أن تتأكد من انه تغلب على اللعنة التي أعادت له روحه وعاد كما كان، القاتل الأول.
وصل أنجليوس، عرضت عليه دارلا الطفل، ووقفت منتظرة أن يهجم عليه ليقتله، ولكن، انجليوس هجم عليه واختفطه وقفز به من النافذة ليهرب به منها.
وعاد لها بعد فترة، وحالته مزرية يشكى لها حاله، ولكنها ابتعدت عنه ورفضته تماما، مشمئزة من روحه.
حاول أن يضربها، ولكنه تركها ورحل.
وفي خلال عام 1910 وصل أنجليوس إلى أمريكا (الولايات المتحدة الأمريكية) وهناك قام بتغيير اسمه إلى أنجل، وكانت المحاولة الأولى التي يتخذها ليتحرر من ماضيه. ولانه لم يكن بشرا صافيا، ولا مصاص دماء صافيا، فقرر ان يعيش وحيدا، وأصبح يتغذى على الفئران من صفائح القمامة.
و وجد ذات يوم اثنان من الأشرار يتصارعان على فتاة، فقام بقتلهما من أجل انقاذ الفتاة، كما تقابل مع شرير كان يريد الانتقام منه منذ 75 سنة ماضية بسبب دخوله في مراهنة معه ومكسبها أموال ضخمة.. وأستمرت المراهنة ثلاثة أيام ونصف، دون انتصار. لذلك عندما تقابل معه بعدها، كان يجب اتمام المراهنة.
المراهنة كانت عبارة عن قتال، من يفوز فيه يستحق مبلغ 500 ألف دولار.
وكان يبدو أن قدراتهم القتالية متساوية، فلم ينتصر أحد.
وفي عام 1952 أخذ أنجل من فندق هيبرون في لوس أنجلوس مستقرا له، وهناك كان الناس يخافون منه، يشعرون بانه شخص غامض، وكان دائما المقيمون في الفندق مستاؤن، أصحاب مشاكل دائما ولكن الأهم ان الجميع كان يتجنبه بكل الطرق والوسائل.
كان الخدم تحديدا يخافون من مواجهته ويتركون أي شيء له أمام باب غرفته ويهرعون بعيدا.
وفي خلال إقامته في هذا الفندق، اكتشف شرير يقطن في الفندق، ويتغذى من مشاعر المقيمين وتحديدا من الخوف والقلق، أحال الفندق إلى اشخاص يعشقون المشاكل والصراخ والشجار، حاول أنجل ان يساعدهم بالثضاء على الوحش، ولكن خوف كل سكان الفندق من أنجل جعلهم ينقلبون عليه، وبدؤوا في مهاجمته رغبة في قتله.
فظهر له الوحش ليسأله، هل هؤلاء هم من ترغب في انقاذهم منى؟
فترك أنجل كل ما احضره من أشياء لقتل الوحش. وترك الفندق تماما في هذة الفترة.
بعدها رحل انجل عن لوس انجلوس وذهب إلى مدينة نيويورك..
كان يعيش في الحارات الضيقة، يمنع بعض الأذى، ولكنه كان يفضل الانفصال بعيدا.
ولكن في عام 1996 تغيرت حياته بالكامل، حينما تقابل مع وحش شوارع، أخبره عن وجود قوة أخرى في هذا العالم، وهي قوى الوجود، وأراد هذا الوحش الذي كان يدعى دويل ان يخبر انجل بما تريده قوى الوجود منه وهو مساعدة الناس للتخلص من ذنوبه واثامه التي ارتكبها في الماضي، حيث ان الوحش المدعو (دويل)
كان يحصل على رؤيات من قوى الوجود وهذه الرؤى كانت دليل انجل إلى مساعدة الناس